# Marte 1969B
A missão Marte 1969B (Marte 2M No.522 ou Marte M-69 No.522), foi uma missão espacial soviética com intenção de pesquisar a atmosfera de Marte. Ela foi perdida numa falha no lançamento em 1969.

## A missão
A missão  Marte 1969B, consistia apenas de um módulo orbital. A espaçonave deveria capturar imagens da superfície de Marte usando três câmeras, com as imagens sendo codificadas como sinais de televisão para que fossem transmitidas de volta à Terra. Ela também transportava um radiômetro, um conjunto de espectrômetros e um instrumento específico para detecção de vapor d'água na atmosfera de Marte. Ela foi uma das duas espaçonaves Marte 1969 (designação da NASA), fazendo par com a Marte 1969A, foi lançada em 1969 como parte do Programa Marte. Nenhuma das duas teve êxito no lançamento.
A Marte 2M No.522 (1969B para a NASA) foi lançada as 10:33:00 UTC em 02 de Abril de 1969 por intermédio de um foguete Proton-K com um estágio superior do tipo D, partindo da plataforma 81/24 do Cosmódromo de Baikonur. Duzentos centésimos de segundo depois do lançamento, um dos motores do primeiro estágio pegou fogo e explodiu. O foguete continuou o voo com os demais motores por cerca de vinte e cinco segundos quando então rolou sobre o próprio eixo e começou um voo horizontal. Cerca de quarenta e um segundos depois do lançamento, ele caiu a cerca de 3 km da plataforma de lançamento.

## Efeitos pós lançamento
Depois da queda do veículo lançador do Marte 2M No.522, o vento espalhou uma nuvem de combustível tóxico sobre o complexo de lançamento, que fez com que o Cosmódromo de Baikonur ficasse interditado até que chuvas retirassem os resíduos tóxicos das estruturas. Na época que isso aconteceu, o período de alinhamento entra a Terra e Marte necessário para lançar a sonda havia terminado, e a União Soviética não teria como lançar nenhuma outra sonda para Marte, até 1971. Esse problema também causou atrasos no Programa Luna que tinha lançamentos previstos para aquele mesmo ano (1969).